# فايزة أحمد
فايزة أحمد (5 ديسمبر 1934 - 21 سبتمبر 1983)، مغنية سورية حاصلة على الجنسية المصرية.

## سيرتها
ولدت لأب سوري في صيدا بلبنان وعاد الأب إلى دمشق وكانت فايزة طفلة صغيرة لم تبلغ الحادية عشرة من عمرها، قدمت في مسيرة حياتها الفنية مئات الأغاني وبضعة أفلام.
نشأت وعاشت بداية حياتها في دمشق. تقدمت للإذاعة السورية إذاعة دمشق إلى لجنة لاختيار المطربين لكنها لم توفَّق في البداية، فسافرت إلى حلب وتقدمت لإذاعة حلب ونجحت وغنَّت وذاع صيتها، فطلبتها إذاعة دمشق، وعادت لتكمل مسيرة نجاحها. وتدربت على يد الملحِّن محمد النعامي، ونجحت وأصبحت مطربة معتمدة في إذاعة دمشق، وأدَّت بعض الأغنيات.
ثم سافرت من سوريا إلى العراق والتقت الموسيقار العراقي رضا علي الذي كتب لها كلمات مجموعة أغان باللهجة العراقية ولحَّنها.

### في مصر
ثم سافرت إلى مصر، وهناك تقدمت للإذاعة المصرية في القاهرة حيث قدَّمها الإذاعي صلاح زكي في أغنية من ألحان محمد محسن. ثم لقيها الموسيقار الراحل محمد الموجي فشكّلا خطًّا غنائيًّا يميِّزها من غيرها في عدَّة أغان أحدثت ضجَّة كبيرة. وغنَّت من ألحان الموسيقار فريد الأطرش أغنيَّة أنا عمري كام سنة، ويا حلاوتك يا جمالك، ويا أخي.
لحَّن لها أيضًا كمال الطويل أغنيات عديدة، كما لحَّن لها الموسيقار محمود الشريف، وغنَّت من ألحان الموسيقار محمد عبد الوهَّاب أغنية «هان الود». ولقيت بليغ حمدي ولحَّن لها عدَّة أغان. ولحَّن لها أيضًا الموسيقار محمد سلطان وغنَّت له عددًا من الألحان وكانت أغنية «أيوه تعبني هواك» آخرَ أغنية قدمتها له، أما أغنية «لا يروح قلبي» التي لحَّنها رياض السنباطي فهي آخرُ ما غنَّت فايزة أحمد.
واتجهت إلى السينما وشاركت في ستة أفلام وكان أنجحَ حضور سينمائي لها في فِلم «أنا وبناتي» مع الفنان الراحل صلاح ذو الفقار والفنان الراحل زكي رستم، أما آخرُ أفلامها فكان «منتهى الفرح».

## أعمالها

### أغانيها
سجلت أكثر من 320 أغنية لإذاعة القاهرة و80 أغنية تلفازية وعشَرات الحفَلات في مصر، ومن أشهر هذه الأغاني:
- أحبه كثيرًا، كلمات فتحي سعيد، لحن محمد سلطان
- أنا قلبي إليك ميَّال، كلمات: مرسي جميل عزيز، لحن محمد الموجي
- فينك وفيني كلمات: لطفي زيني، لحن طلال مدَّاح
- يابو الحبايب كلمات: لطفي زيني، لحن طلال مدَّاح
- ست الحبايب، كلمات حسين السيد، لحن محمد عبد الوهاب
- يا غالي عليا (الأخ)، كلمات حسين السيد، لحن محمد عبد الوهاب
- وقدرت تهجر، كلمات حسين السيد، لحن محمد عبد الوهاب
- تهجرني بحكاية، كلمات مأمون الشناوي، لحن محمد عبد الوهاب
- رسالة من امرأة، كلمات نزار قباني، لحن محمد سلطان
- خليكو شاهدين، كلمات سيد مرسي، لحن محمد سلطان
- بيت العز، كلمات مرسي جميل عزيز، لحن محمد الموجي
- يا ما القمر عالباب، كلمات مرسي جميل عزيز، لحن محمد الموجي

### أفلامها
- تمر حنة 1957
- امسك حرامي 1958
- المليونير الفقير 1959
- ليلى بنت الشاطئ 1959
- عريس مراتي 1959
- أنا وبناتي 1961
- منتهى الفرح 1963

### مسرحياتها
- أدَّت دورَ البطولة في أوبريت (مصر بلدنا) على مسرح البالون.

## جوائزها
حصلت على عدة جوائز وأوسمة منها:
- درع الجيش الثاني في 1 مايو 1974.[3]
- ووسام من الرئيس التونسي الحبيب بورقيبة.

## حياتها الخاصة
- تزوَّجت عمر نعامي، سوري الجنسية، صاحب فندق هيلتون، وأنجبت منه ابنتها الوحيدة فريال، التي تزوَّجها أحمد ابن الموسيقار رياض السنباطي.[8]
- تزوَّجت محمد سلطان الموسيقار المصري، واستمرَّ زواجهما 17 عامًا، ورُزقا بطارق وعَمرو، ثم انفصلا في 22 مايو 1981.
- تزوَّجت الضابط عادل عبد الرحمن، ثم طُلِّقت منه بعد مدَّة قصيرة.
- عادت إلى زوجها السابق محمد سلطان بعد معاناتها سرطان الثدي، قبل رحيلها بمدَّة وجيزة.[9]

## وفاتها
توفيت في يوم الأربعاء، 21 سبتمبر عام 1983 عن عمرٍ ناهز 49 سنة، بعد صراعٍ طويل مع سرطان الثدي.

## وصلات خارجية
- فايزة أحمد على موقع IMDb (الإنجليزية)
- فايزة أحمد على موقع الدهليز
- فايزة أحمد على موقع قاعدة بيانات الأفلام العربية
- فايزة أحمد على موقع ميوزك برينز (الإنجليزية)
- فايزة أحمد على موقع أول ميوزيك (الإنجليزية)
- فايزة أحمد على موقع ديسكوغز (الإنجليزية)
- فايزة أحمد على موقع قاعدة بيانات الفيلم (الإنجليزية)